# Enicospilus akainus
Enicospilus akainus là một loài tò vò trong họ Ichneumonidae.